# Philipp Ludwig Wenzel von Sinzendorf

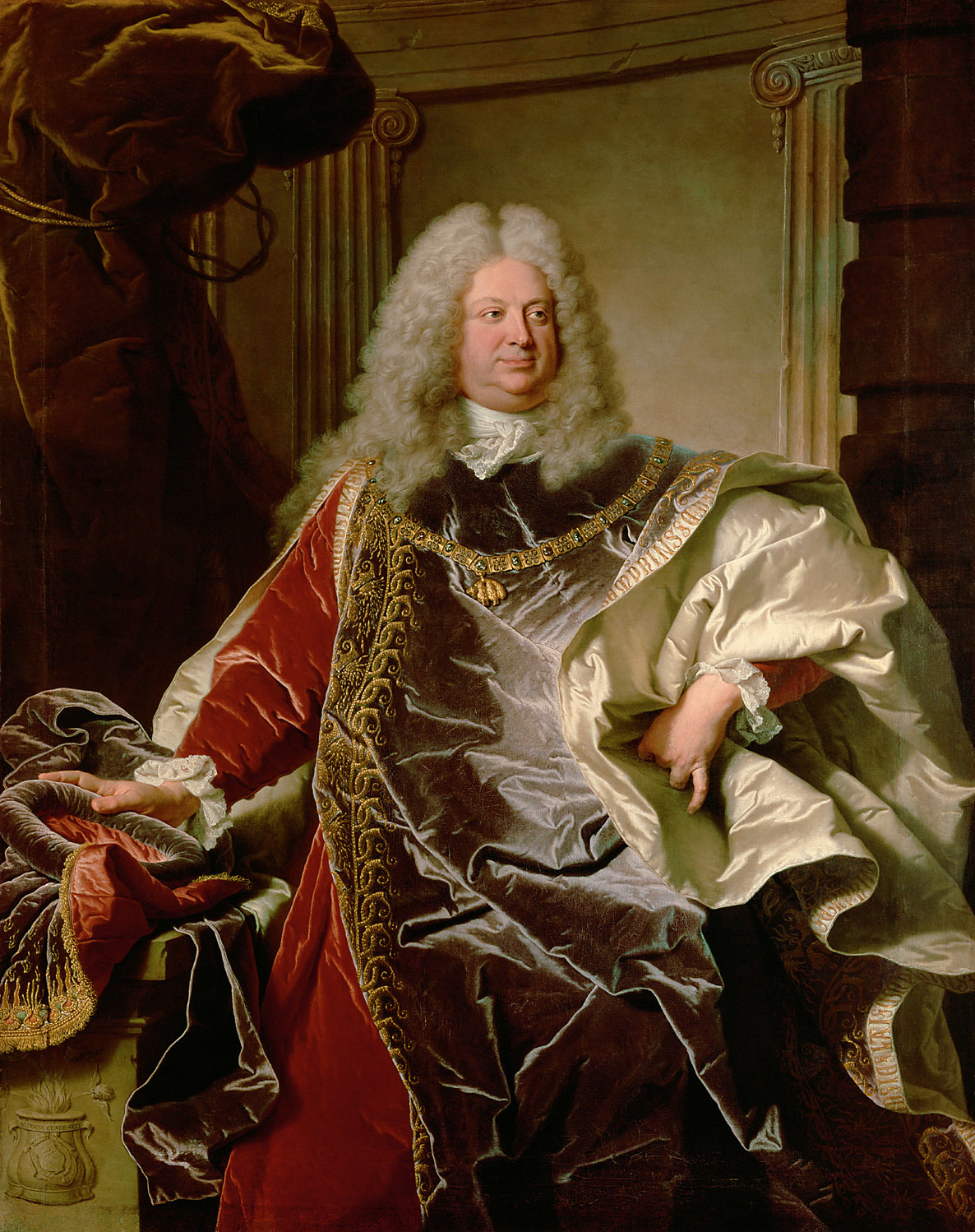
Philipp Ludwig Wenzel von Sinzendorf. Gemälde von Hyacinthe Rigaud aus dem Jahr 1728

Philipp Ludwig Wenzel Graf von Sinzendorf (* 26. Dezember 1671 in Wien; † 8. Februar 1742 ebenda) war ein österreichischer Diplomat und Staatsmann. In der Zeit der Kaiser Joseph I. und Karl VI. sowie zu Beginn der Regentschaft von Maria Theresia war er Obersthofkanzler und maßgeblicher Gestalter insbesondere der Außenpolitik.

## Herkunft
Er entstammte der Linie Fridau-Neuburg des Geschlechts Sinzendorf. Der Vater war Georg Ludwig Graf von Sinzendorf, die Mutter war Dorothea Elisabeth, Herzogin von Schleswig-Holstein-Sonderburg-Wiesenburg, Tochter von Herzog Philipp Ludwig von Holstein-Wiesenburg. Der Vater war unter Kaiser Leopold I. Hofkammerpräsident. Allerdings sah sich der Kaiser veranlasst, finanzielle Unregelmäßigkeiten von Georg Ludwig untersuchen zu lassen. Es kam zur Verurteilung zu lebenslanger Haft. Durch Eintreten seiner Frau gelang die Umwandlung der Strafe in einen Hausarrest in einem der Schlösser der Familie. Philipp Ludwig von Sinzendorf war ein nachgeborener Sohn aus dieser Ehe. Er war früh für den geistlichen Stand bestimmt und erlangte eine Domherrenstelle in Köln.

## Aufstieg
Nach dem Tod seines Bruders kehrte er ins weltliche Leben zurück. Philipp Ludwig trat zunächst in den Militärdienst ein. Der Kaiser wurde aber bald auf ihn aufmerksam und ernannte ihn 1694 zum Kämmerer. In der Folge wurde er mit verschiedenen diplomatischen Missionen betraut. Bereits 1695 wurde von Sinzendorf zum Mitglied im Reichshofrat ernannt. Im Jahr 1696 heiratete er die Gräfin Rosina Katharina von Waldstein. Mit dieser hatte er fünf Kinder, darunter den späteren Kardinal Philipp Ludwig von Sinzendorf. Für die kaiserliche Gunst spricht, dass er den kaum 28-Jährigen 1699 zum Gesandten am Hof von Versailles ernannte.
Nach dem Beginn des spanischen Erbfolgekrieges musste er Frankreich verlassen. Im Jahr 1701 wurde er zum geheimen Rat ernannt und wurde für verschiedene Aufgaben eingesetzt. Zusammen mit dem späteren Kaiser Joseph I. nahm er an der Belagerung von Landau teil. Danach war er Kommissar in Lüttich. Nach Absetzung des bisherigen Landesherren Joseph Clemens von Bayern hat er dort die neue Regierung eingeführt. Im Jahr 1704 schloss er im kaiserlichen Auftrag mit dem Kurfürstentum Bayern einen Evacutationsvertrag.

## Obersthofkanzler
Nach dem Tod von Kaiser Leopold erlangte von Sinzendorf auch die Gunst von Kaiser Joseph I. Dieser ernannte ihn 1705 zum Hofkanzler und später zum Obersthofkanzler. Auch war er Protektor der kaiserlichen Akademie der Künste. Er war für vier Jahrzehnte eine zentrale Person insbesondere in der Außenpolitik des Habsburgerreiches. Im Jahr 1706 verhandelte er in Den Haag mit John Churchill, 1. Duke of Marlborough und den niederländischen Vertretern. Ihm gelang es einen für Österreich vorzeitigen Frieden zu verhindern. Er war neben Eugen von Savoyen auch 1709 Verhandlungsführer bei den Verhandlungen zu einem Präliminarfrieden, der aber an überzogenen Forderungen von Seiten Sinzendorfs scheiterte. Vom Tod des Kaisers in Den Haag überrascht reiste er sofort nach Frankfurt am Main ab, um die Kurfürsten zur Wahl Karl VI. zu bewegen. Von dort fuhr er nach Mailand, wo er den neuen Herrscher in Empfang nahm. Dieser hat Sinzendorf in seinen Ämtern bestätigt. Nachdem er diesen zur Kaiserkrönung in Frankfurt am Main begleitet hatte, ernannte ihn Karl VI. zum Ritter des goldenen Vlies.

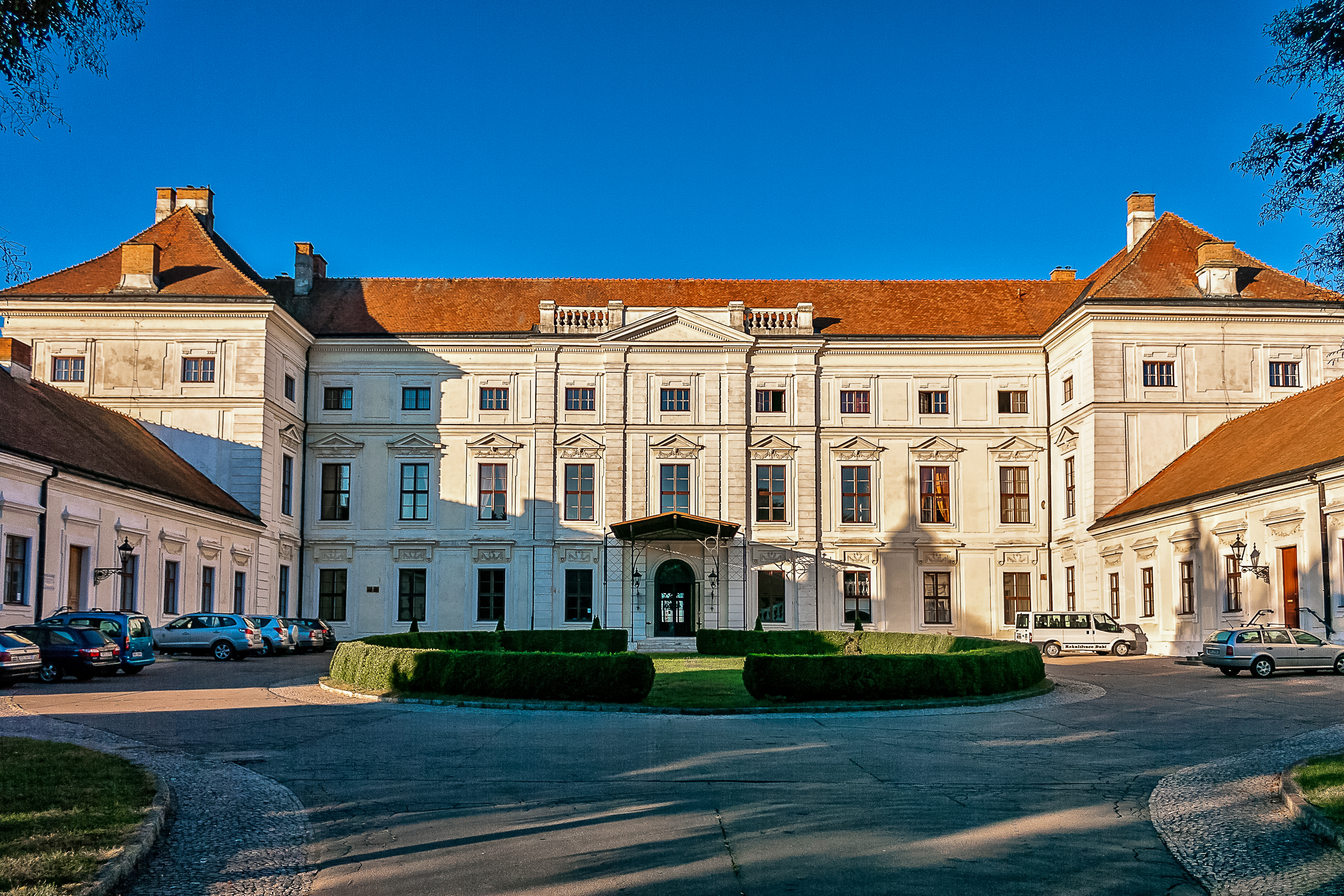
Schloss Seelowitz, Mähren, erbaut 1722–28

Der Kaiser belohnte von Sinzendorf für seine Dienste durch die Verleihung der Herrschaften Hals und Schärding in Bayern. 1714 kaufte Sinzendorf die mährische Herrschaft Seelowitz von seiner Frau Rosina Katharina Isabella, geborene Gräfin von Waldstein und ihrer Schwester Maria Anna Franziska von Paar für 660.000 Rheinische Gulden. Er ließ zwischen 1722 und 1728 durch Joseph Emanuel Fischer von Erlach das Barockschloss Seelowitz errichten; seine drei Söhne verkauften es 1743.
Bei den Verhandlungen zum Frieden von Utrecht hat von Sinzendorf zusammen mit dem Prinzen Eugen vergeblich versucht, die bisherigen Verbündeten zur Fortsetzung des Krieges zu bewegen. Zurück in Wien wurde er zum Geheimen Konferenzminister ernannt. Er war seither nicht mehr nur für die Außen-, sondern auch für die Innenpolitik zuständig. Seit 1721 war er auch Direktor der österreichischen Orientalischen Handelskompanie. Beim Kongress von Soisson zur Beendigung des englisch-spanischen Krieges eröffnete er die Verhandlungen. Er kam in Kontakt mit dem französischen Kardinal und Staatsmann André-Hercule de Fleury. Seine Bemühungen blieben ohne Erfolg und er kehrte nach Wien zurück. Bei den Verhandlungen mit den Protestanten Ungarns war er 1734 als einziger Laie anwesend. Er war ein eifriger Befürworter der Heirat von Maria Theresia mit Franz Stephan von Lothringen. Dies tat er allerdings auch, weil er sich davon persönliche materielle Vorteile erhoffte. Nach dem Krieg um die polnische Thronfolge führte von Sinzendorf die Friedensverhandlungen für Österreich bis zum Vertrag von Wien vom 28. Juni 1740. Die Niederlagen der kaiserlichen Truppen im Russisch-Österreichischen Türkenkrieg veranlassten ihn den Kaiser zu einem baldigen Friedensschluss zu drängen.
Nach dem Tod des Kaisers unterstützte er Maria Theresia bei der Durchsetzung ihrer Erbansprüche. Auch in den ersten Jahren des Österreichischen Erbfolgekrieges blieb er im Dienst der Kaiserin.

## Nachkommen
Aus der Ehe mit Gräfin Rosina Katharina von Waldstein-Wartenberg gingen fünf Kinder hervor:
- Johann Wilhelm Edmund (1697–1766), Träger des Ordens vom Goldenen Vlies

⚭ 1716 Bianca Sforza Visconti (* 1. April 1697 † Dezember 1717)
⚭ 1724 Maria Josefa Amalia Antonia von Eggenberg (* 24. Januar 1709; † 7. Mai 1755)
- Philipp Ludwig (1699–1747)
- Octavian Karl Nicolaus (1702–1767)
- Josepha Maria (1700–1762) ⚭ 1717 Graf Franz Wenzel von Sinzendorf
- Joseph Bernhard (1708–1758)